# 烏里日
49°22′59″N 23°15′50″E / 49.38306°N 23.26389°E
烏里日（烏克蘭語：Уріж），是烏克蘭的村落，位於該國西部利沃夫州，由德羅霍貝奇區負責管轄，始建於1515年，面積1.99平方公里，2001年人口1,197，人口密度每平方公里600.3人。